# Île de São Luís
L'île de São Luís est une île du Brésil d'une superficie de 1 410 km2. Située entre la baie de São Marcos (en) et la baie de São José (en) dans l'État de Maranhão, elle comprend 4 villes : São Luís, la capitale de l'État, São José de Ribamar, Paço do Lumiar et Raposa.
Les Tupinambas la nommaient Upaon-Açu, ce qui signifie la « Grande île ».